# Rumah Kabanjahe
Rumah Kabanjahe is een bestuurslaag in het regentschap Karo van de provincie Noord-Sumatra, Indonesië. Rumah Kabanjahe telt 1643 inwoners (volkstelling 2010).